# Kurdowie

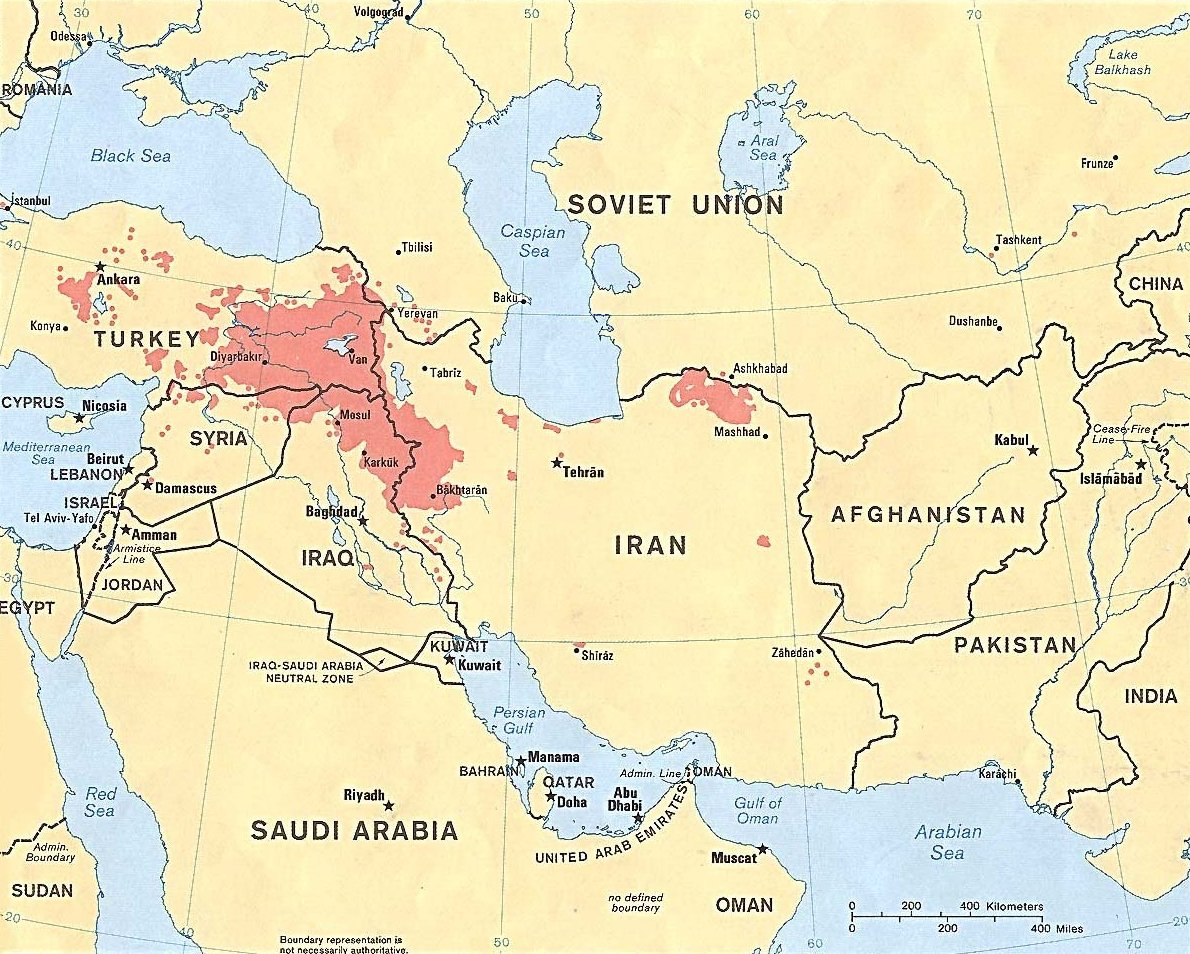
Obszary zamieszkane przez Kurdów na Bliskim Wschodzie w 1986

Kurdowie (kurdyjski کورد Kurd) – naród pochodzenia indoeuropejskiego, zamieszkujący przede wszystkim krainę zwaną Kurdystanem, podzieloną pomiędzy Turcję, Irak, Iran i Syrię. Odosobnione enklawy Kurdów żyją także w tureckiej Anatolii, wschodnim Iranie (tzw. enklawa chorezmijska), w korytarzu oddzielającym Armenię od okręgu Górskiego Karabachu (tzw. Czerwony Kurdystan) oraz Afganistanie. Spora diaspora kurdyjska rozsiana jest po świecie, większe skupiska znajdują się w Niemczech, Francji, Szwecji i Izraelu. Są inne większe narody bez własnych państw, na przykład Tamilowie w Indiach i na Sri Lance, Kurdowie są jednak największym narodem tak aktywnie działającym na rzecz samostanowienia.
Populację Kurdów na Bliskim Wschodzie ocenia się na około 27 mln. Rzeczywista liczba Kurdów jest jednak bardzo trudna do ustalenia ze względu na liczne przesiedlenia, migracje czy też politykę niektórych krajów wobec nich (w Turcji po upadku kolejnego powstania kurdyjskiego w 1932 część Kurdów przesiedlono na zachodnie tereny kraju, zabroniono posługiwania się językiem kurdyjskim, zmieniano imiona kurdyjskie na tureckie, zaś użycie słowa „Kurd” lub „kurdyjski” karano sądownie; Kurdów określano jako „Turków Górskich”, zamieszkiwany przez nich region nazywano „Turcją Wschodnią”). Kurdowie stanowią znaczącą mniejszość narodową w Turcji (około 15 mln), w Iranie (do ok. 8 mln) i Iraku (ok. 5 mln). Od wieków starają się o utworzenie samodzielnego państwa (Kurdystanu), jednak wszystkie kraje, w których zamieszkują, mimo obietnic poczynionych na początku XX wieku, sprzeciwiają się temu.
Posługują się językiem kurdyjskim (z licznymi dialektami), należącym do rodziny języków indoeuropejskich. W większości wyznają islam sunnicki i podążają za szkołą szaficką, dosyć często spotyka się wśród nich także jezydów.

## Pochodzenie
Ich korzenie sięgają starożytności, lecz dokładne pochodzenie nie jest jasne. Jedna z hipotez zakłada, że wywodzą się od Medów, którzy wraz z Babilończykami obalili imperium asyryjskie w latach 614–610 p.n.e. (za punkt wyjściowy historii Kurdów często podaje się zdobycie Niniwy przez króla Medów Kyaksaresa w 612 p.n.e.), aby kilkadziesiąt lat później ulec Persom i wejść w skład monarchii Achemenidów. W epoce perskiego imperium Sasanidów znani jako Kardochowie. W VII wieku zostali podbici przez Arabów i zislamizowani, a w XI wieku ponownie podbici przez Seldżuków. Z tego okresu pochodzi ich obecna nazwa. Jednym z najbardziej znanych Kurdów był Salah ad-Din, czyli Saladyn, który odbił Jerozolimę z rąk krzyżowców w XII wieku.
Większość Kurdów po zwycięstwie osmańskiego sułtana Selima I nad Safawidami w bitwie na równinie Czałdyran w 1514 mieszkała w granicach imperium osmańskiego. Podział ten został utrwalony traktatem z 1639 między szachem Abbasem i sułtanem Muradem IV. W latach 1826–1885 w imperium osmańskim doszło do wielkich powstań Kurdów.
Zawarty po zakończeniu I wojny światowej traktat w Sèvres z 1920 roku ustanawiał autonomię dla Kurdów, z możliwością ewentualnego uzyskania przez nich niepodległości w dalszej przyszłości. 10 października 1921 Kurdowie proklamowali powstanie Królestwa Kurdystanu. Jednak odkrycie złóż ropy na terenach kurdyjskich w dzisiejszym północnym Iraku spowodowało, że Ententa wycofała swoje poparcie dla projektu niepodległego Kurdystanu, zaś jego ziemie zostały podzielone traktatem z Lozanny w 1923 roku pomiędzy młodoturecką, laicką Turcję, Persję, brytyjski mandat Ligi Narodów w Iraku oraz francuski w Syrii. W 1924 wojska brytyjskie zlikwidowały Królestwo Kurdystanu.

## Walka o niepodległość

### W Turcji

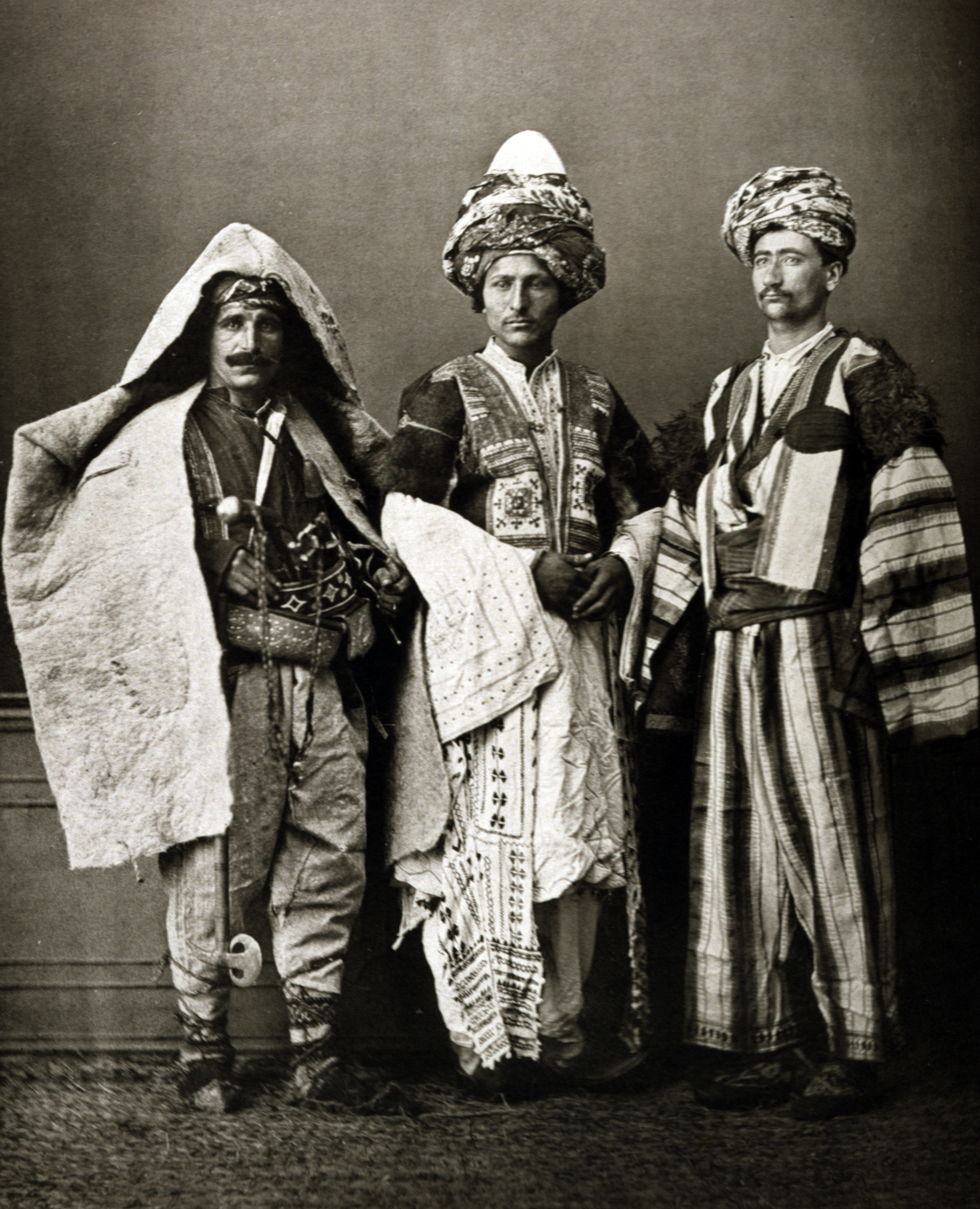
Kurdowie w tradycyjnych strojach, 1873 r.

Korzystając z rozluźnienia reżimu osmańskiego w wyniku rewolucji i wzrostu wpływów młodoturków w 1908 roku w Ankarze powołano Kurdyjski Komitet Narodowy.
Pod koniec I wojny światowej Porta, chcąc skierować przeciwko sobie separatyzmy Ormian i Kurdów, wykorzystała tych ostatnich w swych atakach na Ormian, Greków i chrześcijańskich Asyryjczyków.
W nacjonalistycznej Turcji Atatürka Kurdów uznano za część niepodzielnego narodu tureckiego, nadając im miano Turków górskich. Zakazano posługiwania się językiem kurdyjskim oraz obchodzenia tradycyjnego kurdyjskiego święta nowego roku (Newroz). Odpowiedzią były kolejne powstania, które wybuchały w latach 1925, 1930 i 1936. Władze przesiedlały Kurdów w głąb Anatolii, aby oderwać ich od reszty społeczności, a peszmergów (kurdyjskich partyzantów) od zaplecza.
W latach 70. XX wieku duże wpływy wśród tureckich Kurdów uzyskała maoistowska Partia Pracujących Kurdystanu z Abdullahem Öcalanem na czele, która dąży do powstania niepodległego Kurdystanu o ustroju komunistycznym.
Partyzanci kurdyjscy rozpoczęli walkę z Turcją w 1984 roku, jednak ich akcje zbrojne w walce o utworzenie własnego państwa i własne szkolnictwo nic nie osiągnęły. W 1993 Öcalan zaproponował rządowi negocjacje, ale propozycja została odrzucona pod naciskiem armii.
W 1996 roku PKK, mająca silne wpływy w niemieckiej diasporze kurdyjskiej, została tam zdelegalizowana. W lutym 1999 roku wywiad turecki po ofensywie dyplomatycznej schwytał Öcalana, szukającego azylu w ambasadzie greckiej w Kenii. 29 czerwca po kontrowersyjnym procesie został on skazany przez sąd wojskowy na karę śmierci pod zarzutem spowodowania śmierci wszystkich 30 tys. ofiar wojny domowej między partyzantką PKK a armią turecką.
5 sierpnia 1999 roku PKK na polecenie uwięzionego Öcalana ogłosiła wycofanie swych oddziałów z Turcji i zaprzestanie walki zbrojnej do końca roku.
Po protestach międzynarodowych we wrześniu 2002 wyrok Öcalana zamieniono na dożywocie. W styczniu 2003 roku Trybunał Europejski w Strasburgu uznał wyrok za łamiący prawo (decyzja nie jest wiążąca dla władz Turcji).
Wobec starań o członkostwo w Unii Europejskiej Turcja złagodziła nieco swoją politykę wobec Kurdów. Obecnie mogą między innymi używać swojego języka. Jednak wciąż w więzieniach pozostają tysiące więźniów politycznych, w tym byli deputowani do tureckiego parlamentu, których – odebrawszy im uprzednio mandaty i immunitet – skazano za działalność na rzecz legalizacji kurdyjskiej kultury i języka.

### W Iranie
W 1946 roku irańscy Kurdowie w porozumieniu z irackimi proklamowali w Mahabadzie Republikę Kurdyjską. Próba ta została krwawo (15 tysięcy ofiar) stłumiona przez armię irańską przy udziale wojsk brytyjskich i pomocy amerykańskiej.
31 marca 1947, po tajnym procesie, stracono przywódcę Kurdów irańskich Kazi Muhameda i wszystkich członków rządu Republiki. Oddziały klanu Barzanich wycofały się do Iraku.

### W Iraku
Powstania w Iraku wybuchały już w latach 1922 i 1924 w czasie panowania brytyjskiego. W roku 1946 Mustafa Barzani założył Demokratyczną Partię Kurdystanu, która wspierała powstanie mahabadzkiej Republiki Kurdyjskiej. Po pobycie w ZSRR powrócił do Iraku, by wywołać powstanie w 1961 roku, które skończyło się w 1970 ugodą z Bagdadem. Według jej ustaleń iraccy Kurdowie zostali uznani za odrębną grupę etniczną i otrzymali autonomię. Jednak na tle konfliktu o kontrolę nad bogatymi terenami roponośnymi, leżącymi koło kurdyjskiego Kirkuku, w 1974 roku doszło do kolejnego powstania, krwawo stłumionego przez władze z Bagdadu. Aby odciąć potencjalnych powstańców od wsparcia pobratymców z zagranicy, Irakijczycy wysiedlali Kurdów w głąb kraju i prowadzili arabizację okolic miasta.
Korzystając z zaangażowania Iraku w wojnę z Iranem i otrzymując od Teheranu wsparcie, Kurdowie wywołali nowe powstanie w połowie lat 80. Jednak wobec zawarcia rozejmu z Iranem, Saddam Husajn skierował znaczne siły przeciwko Kurdom.
W 1988 na terenach zamieszkanych przez Kurdów rząd iracki przeprowadził operację Al-Anfal, wymierzoną zarówno w kurdyjskie organizacje zbrojne, jak i przeciwko ludności cywilnej. 16 marca 1988 w czasie ataku chemicznego na położone w północnym Iraku miasto Halabdża zginęło 4–5 tys. Kurdów. Łącznie podczas trwającej do września al-Anfal zginęło, według różnych źródeł, od 50 tys. do 200 tys. osób, natomiast 300 tysięcy Kurdów zostało wysiedlonych do obozów przesiedleńczych.
Ocenia się, że na działanie broni chemicznej zostało wystawionych blisko 400 tysięcy ludzi, czyli 10% populacji irackiego Kurdystanu.
Tuż po przegranej przez Saddama Husajna wojnie o Kuwejt w 1991 Kurdowie, odpowiadając na apel prezydenta USA George’a Busha seniora – podobnie jak szyici iraccy na południu – wzniecili powstanie, które jednak nie otrzymało spodziewanego wsparcia od koalicji antyirackiej.
Powstanie zostało krwawo stłumione przez Gwardię Republikańską Saddama Husajna. Zginęło około 60 tysięcy ludzi, a ponad 1,5 miliona Kurdów uciekło do krajów sąsiednich. Wówczas Francja, Wielka Brytania i Stany Zjednoczone podjęły militarną interwencję, aby umożliwić powrót wypędzonych Kurdów do Iraku.
Na północy pod osłoną ustanowionej przez ONZ strefy zakazu lotów powyżej 36 równoleżnika powstała strefa bezpieczeństwa ochraniająca ludność kurdyjską przed atakami lotnictwa irackiego. De facto przestrzeń ta broniona przez peszmergów jest niezawisła od władz w Bagdadzie. W maju 1992 roku odbyły się wybory do parlamentu kurdyjskiego.
W połowie lat 90. doszło do walk między Demokratyczną Partią Kurdystanu, skupioną wokół rodu Masuda Barzaniego, oraz proirańską Patriotyczną Unią Kurdystanu, zorganizowaną wokół osoby Dżalala Talabaniego.
Sytuację wykorzystały władze sąsiednich krajów, Turcji, Syrii i Iranu, wprowadzając do wolnej strefy swe wojska. Wojska tureckie do dziś okupują 30-kilometrowy pas ziemi pod pretekstem działań antyterrorystycznych wymierzonych w PKK.
Po II wojnie w Zatoce Perskiej Kurdystan iracki stał się najbardziej stabilną częścią okupowanego kraju. Kurdowie zostali aktywnie włączeni w procesy tworzenia nowych suwerennych władz państwowych. Pierwszym prezydentem powojennego Iraku został 7 kwietnia 2005 roku polityk Patriotycznej Unii Kurdystanu, Dżalal Talabani.

### W Syrii
W styczniu 2014 syryjscy Kurdowie proklamowali niepodległość w regionie Rożawa na północy Syrii, zamieszkanym przez 2,5 mln ludzi. Prowincja w wyniku rewolucji w listopadzie 2013 uzyskała autonomię ogłoszoną oficjalnie 9 stycznia 2014. Społeczność ta jest oparta na zasadach bezpośredniej demokracji, równości płci i poszanowania praw mniejszości, deklarowanych w imieniu zamieszkujących ten obszar Kurdów, Arabów, Syryjczyków, Aramejczyków, Turkmenów, Ormian i Czeczenów.
Rożawa składa się z trzech kantonów: Jazira, Kobani i Afrin, stolicą proklamowano 21 stycznia 2014 miasto Al-Kamiszli.
Autonomia Rożawy nie została uznana przez rząd syryjski, kontrolowana przez Kurdów prowincja jest uwikłana w toczącą się w Syrii wojnę domową.

### W Szwecji
W Szwecji żyje ok. 70 tys. Kurdów, choć niektóre źródła wskazują, że nawet ok. 100 tys. Szwedzkie biuro statystyczne nie zbiera danych w oparciu o mniejszości etnicznej. Nikt nie wie dokładnie, ilu ich jest.

### W Finlandii
W Finlandii mieszka ok. 15 tys. Kurdów.